# Большой каприз

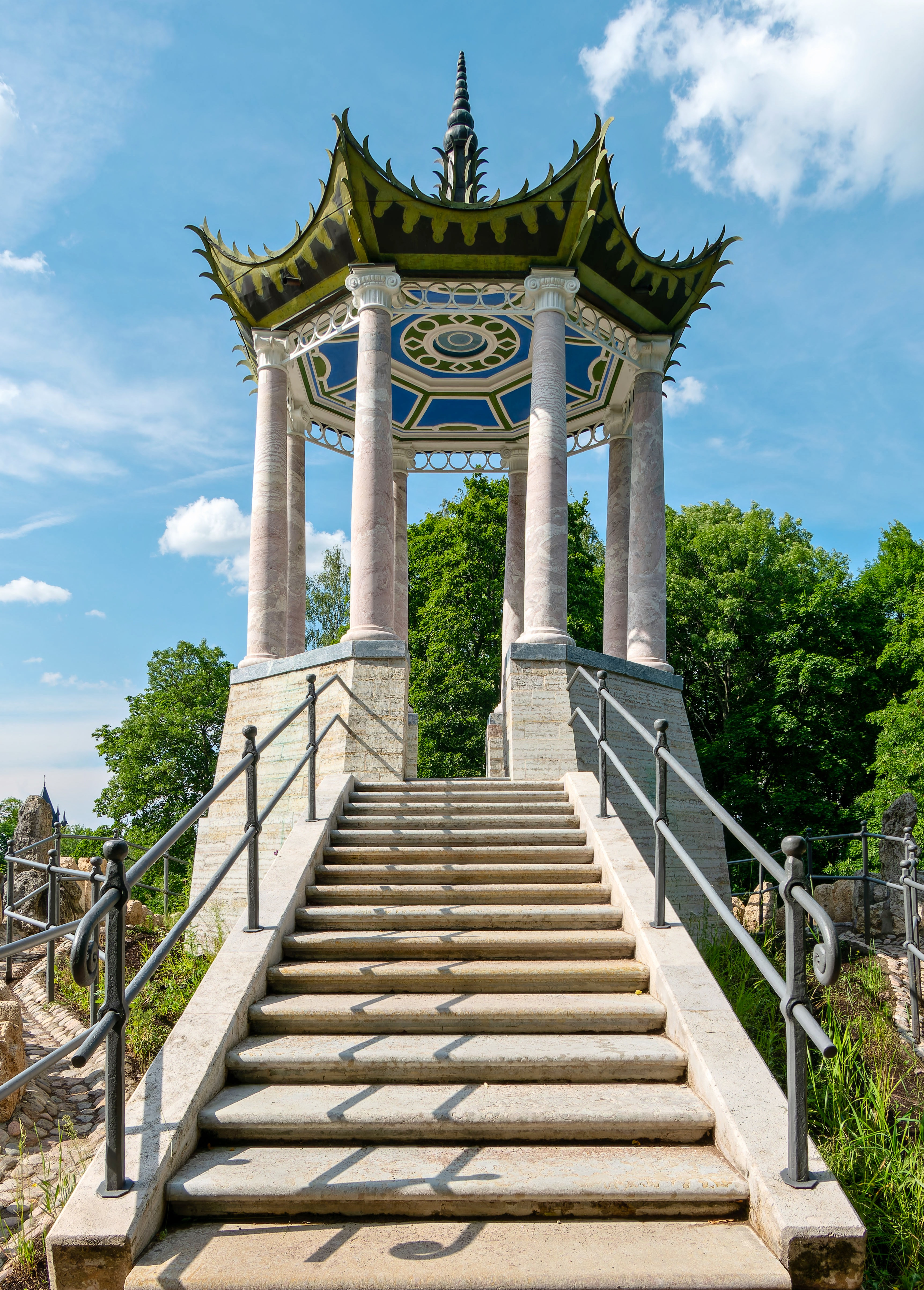
Беседка каприза

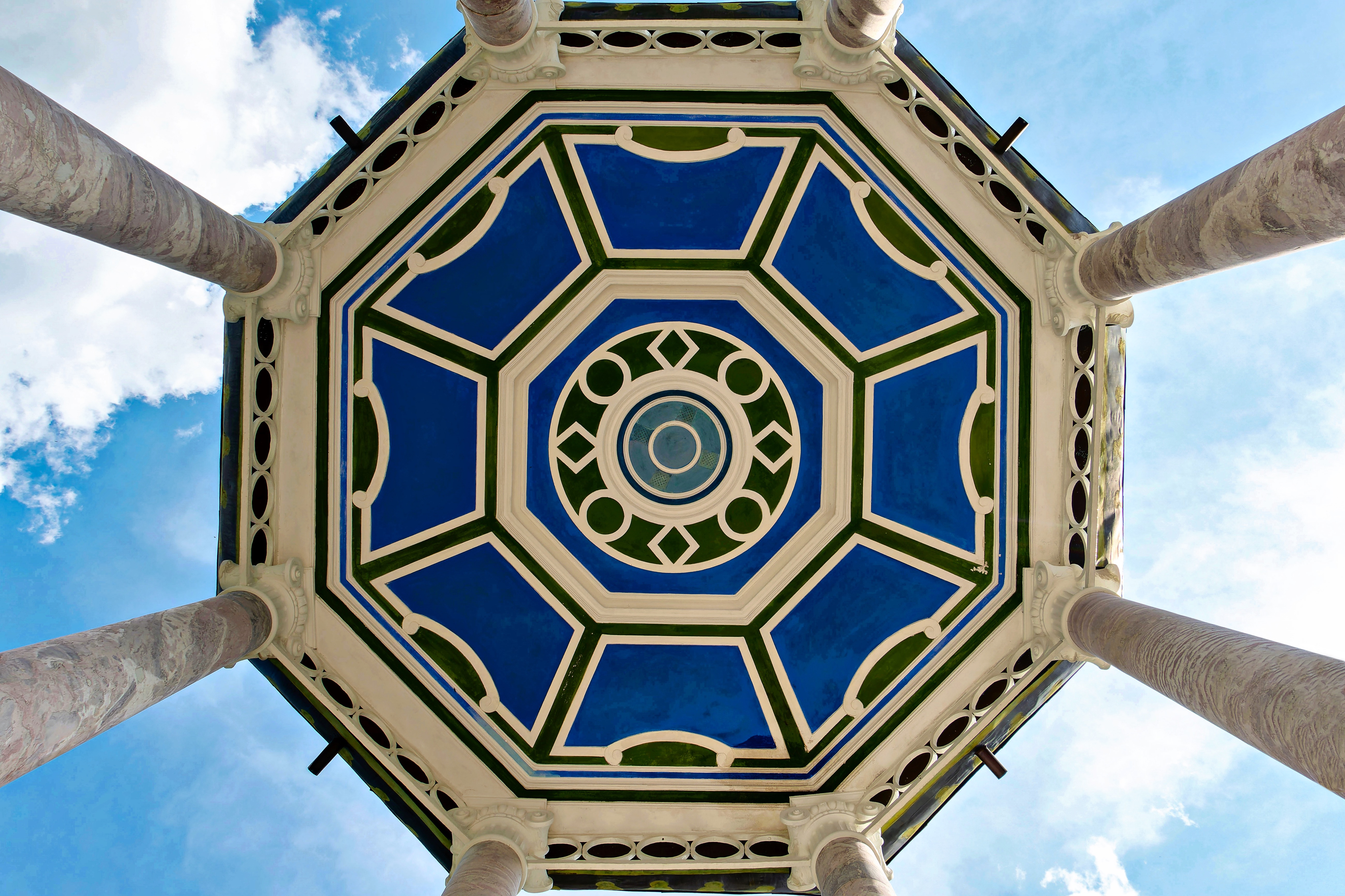
Роспись потолка беседки

Большой каприз — памятник архитектуры. Архитектурный каприз расположен в Александровском парке Царского села над Подкапризовой дорогой.
Псевдокитайское сооружение, построенное при организации оформления переходов из Старого сада в Новый (из Екатерининского парка в Александровский). Также оформляет въезд на Треугольную площадку Екатерининского дворца. Стоит на насыпной горе, построено в 1772—1774 годах И. Герардом и В. И. Нееловым, который был вдохновлён гравюрой XVII века.
Главная арка Большого каприза 5,25 метров в ширину и 7 метров в высоту. Рядом с главным арочным проёмом со стороны Александровского парка в насыпи сделан аналогичный по виду второй проём, меньший по ширине, стоящий под углом к Подкапризовой дороге. Насыпь укреплена грубо обработанными каменными блоками, расположенными так, чтобы выглядеть как нагромождение настоящих скал. Стены и цилиндрический свод арки построены из уложенного правильными рядами плитняка, торцы опорных стен со стороны фасада и часть свода облицованы гладко обтёсанным пудостским известняком.
Над аркой была построена китайская беседка с кирпичными колоннами. Вскоре после строительства, в 1777 году, беседку перестроили, заменив кирпич колонн на голубоватый мрамор с белыми прожилками (также упоминается, что использован розовый мрамор). Восемь ионических колонн стоят на стенах из пудостского камня. На колоннах расположена вычурная кровля с изогнутыми краями, напоминающая кровли Скрипучей беседки и зданий Китайской деревни. Из беседки открывается красивый вид на оба парка. В 1779 году в беседку ударила молния, в 1782—1786 годах её восстановили под руководством Д. Кваренги.
В то же время была также построена другая арка, Малый каприз. Вместе они дали название разделяющей парки Подкапризовой дороге.
Согласно легенде, название аркам было дано по словам Екатерины II, сказавшей при подписании внушительных смет на создание арок: «Быть так, это мой каприз». По другой версии, название пошло от привычки Екатерины II приказывать кучеру, куда ехать, лишь когда её карета проезжала гауптвахту со шлагбаумом рядом с большей из арок.
Гора со стороны Екатерининского парка была покрыта деревьями и кустарником. Их вырубили во время Великой Отечественной войны, в 1949 году склон засадили заново.
В 1988-89 годах беседку укрепляли, консервировали и частично воссоздавали, но после этой реставрации колонны были расписаны граффити, разрушилась гидроизоляция арок и начала разрушаться каменная облицовка сводов, часть каменных блоков на склонах расслоилась и осыпалась. Проект реставрации был разработан в 2016 году, работы проходили в 2019—2021 годах. Реставрация была проведена частично из-за отсутствия финансирования.